# John Deere 9630
De John Deere 9630 is een agrarisch tractormodel vervaardigd door John Deere. Het is een van de grootste productie-tractoren in de wereld, en de grootste tractor gemaakt door John Deere ten tijde van de introductie in 2007. De 9630 heeft een zescilinder-dieselmotor met een vermogen van 395,2 kW (530 pk). De 9630 is een gelede trekker en heeft standaard acht even grote wielen, in paren geplaatst aan de voor- en achterkant. Het ballastgewicht bedraagt bijna 25 ton.

## Rupsversie
De 9630 is ook verkrijgbaar is een versie met rupsbanden: 9630T. De 9630T wijkt aanzienlijk af van de standaard 9630. Zo is de tractor niet geleed en heeft aan elke zijde een enkele rupsband.

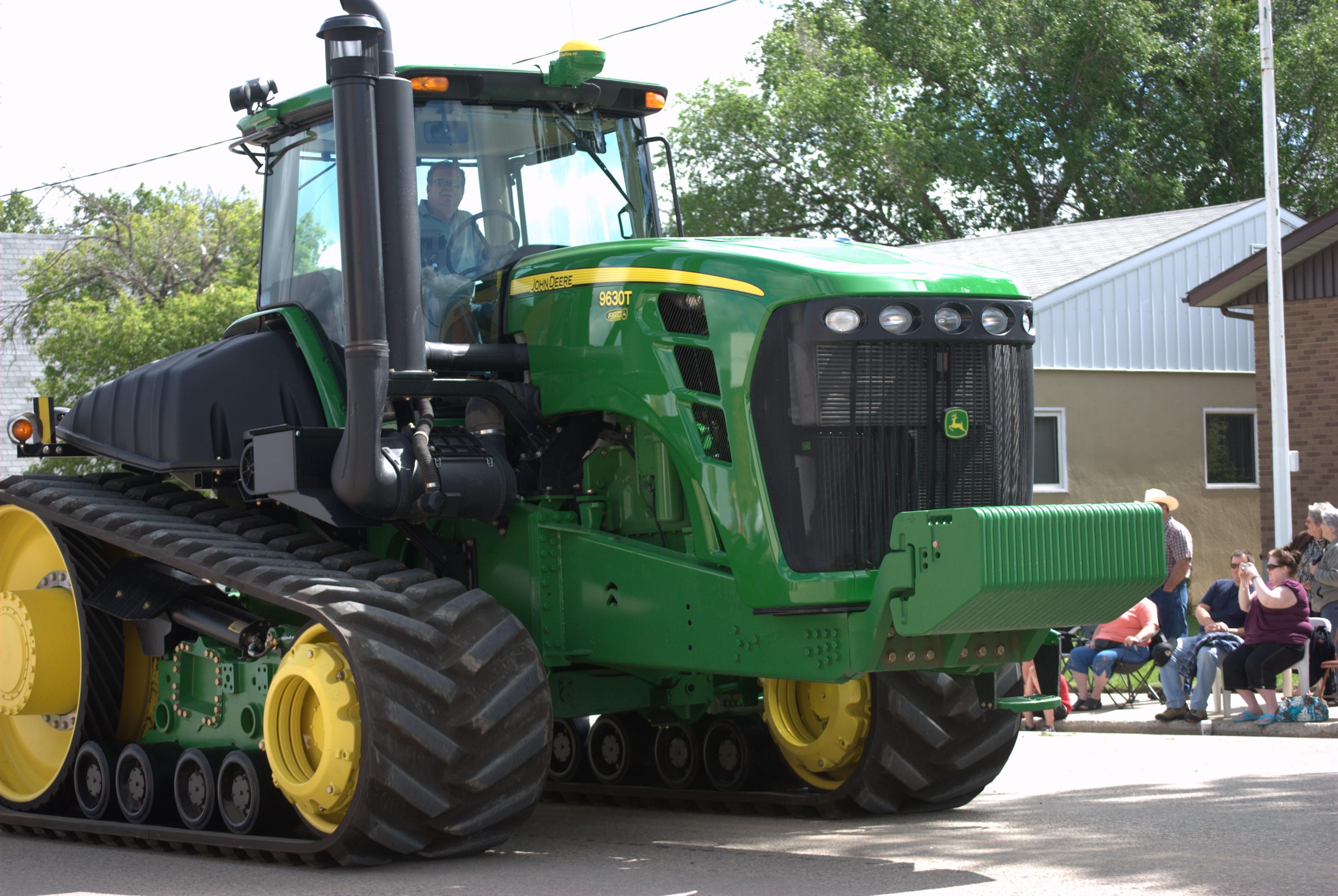
Een 9630T, een 9630 met rubberen rupsbanden